# Астон Хилл

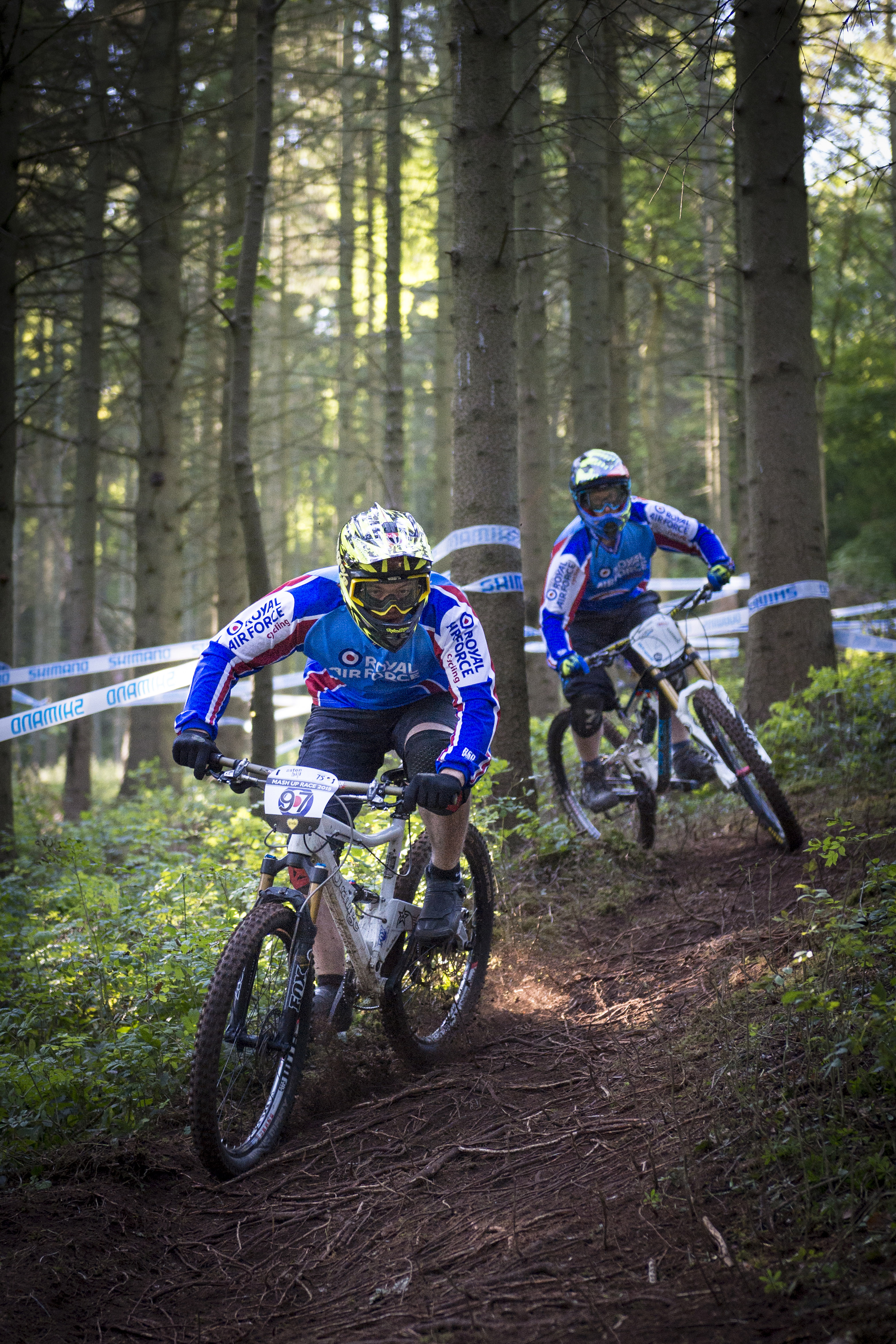
RAF Downhill Championships, Aston Hill 'Mash Up' downhill race, 2015

Велосипедный парк Астон Хилл расположен в Вендовер Вудс, на хребте Чилтерн-Хиллз в округе Астон-Клинтон , Бакингемшир . В рамках трехстороннего соглашения он управляется Комиссией по лесному хозяйству , Клубом велосипедистов (CTC) и добровольным комитетом Астон Хилл.
Астон Хилл — место со сложным рельефом, лучше подходящее в сухую погоду для опытных велосипедистов, а в дождливую — для очень опытных. Здесь имеются трассы для скоростного спуска — даунхилла (DH), для велокроссов (XC) и трассы для горных велосипедов (4X). Трассы для спуска обозначены красным цветом (красная трасса). Эта трасса является частью трассы XC. Имеются также трассы фрирайда: чёрная (Black Run), рикошет (Ricochet), вдоль канала (Root Canal) и на открытом воздухе (Surface-Air).
В обязанности членов Клуба велосипедистов входит посещение парка. Дневная плата за посещение составляет 7 фунтов или 6 фунтов (при покупке билета онлайн). Годовой членский билет можно приобрести через сайты Aston Hill (недоступная ссылка) и CTC, . Стоимость членского билета — начиная с 45 фунтов для взрослого. Все членские взносы обрабатываются CTC. Все владельцы годовых членских билетов приглашаются принять участие в ежегодном общем собрании членов, благодаря чему они получают непосредственное право голоса в управлении развития парка.
В Астон Хилл проходят популярные гонки, велосипедные демонстрационные дни и тренировочные мероприятия в разные дни в течение года.
В 2007 году был запущен новый веб-сайт (www.rideastonhill.co.uk Архивная копия от 19 марта 2018 на Wayback Machine) Астон Хилла. Для продвижения сайта и его сотрудничества в рамках договора с CTC и Комиссией по лесному хозяйству. Согласно этому соглашению в марте 2009 года была проведена первая скоростная гонка Black Run. Успех этой гонки привел к последующей разработке новой трассы 423, позже переименованной в Root Canal, а также к гонке Южного чемпионата в сентябре 2009 года. С 2009 года на канале проводится в марте ежегодная гонка Black Run и в сентябре — региональная гонка чемпионата (восточные и центральные чемпионаты в 2010 и 2011 годах). Все гонки приносили участникам баллы первенства British Cycling.
В настоящее время парк Астон Хилл открыт ежедневно, так как на смотрителей Лесной комиссии возложена ответственность за открытие и запирание ворот, в соответствии с часами работы Вендовер Вудс.

## Aston Martin

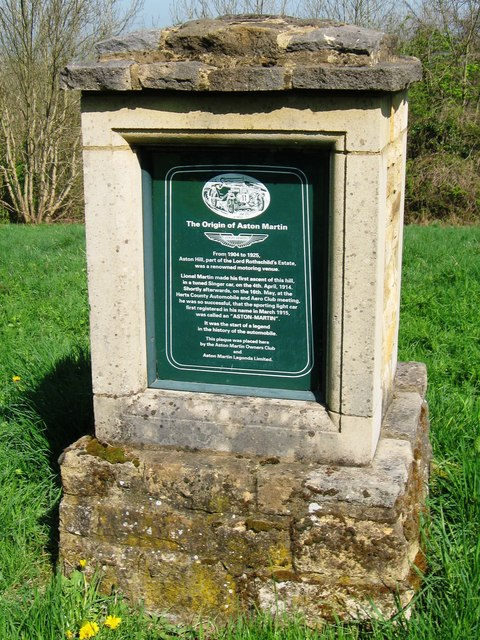
Памятный знак в честь автомобильной фирмы Aston Martin

Название парка Астон Хилл — часть автомобильной марки Aston Martin. В честь этого у входа в парк слева от автостоянки находится памятный знак.